# Rowing Club Lausanne
 (février 2023).
Si vous disposez d'ouvrages ou d'articles de référence ou si vous connaissez des sites web de qualité traitant du thème abordé ici, merci de compléter l'article en donnant les références utiles à sa vérifiabilité et en les liant à la section « Notes et références ».
Le Rowing Club Lausanne est un club d'aviron lausannois situé à Vidy, au bord du lac Léman. Il fait partie de la Fédération suisse des sociétés d'aviron (FSSA) et compte aujourd'hui environ 500 membres.

## Historique

### Fondation
Le Lausanne International Rowing Club (LIRC) a été créé en 1878 par la communauté anglaise de Lausanne. Son premier hangar à bateaux est construit en 1882 à Ouchy sur les berges du Léman. Le 12 mars 1886, les Anglais passent le relais aux Lausannois, le LIRC devient alors le Rowing Club Lausanne. Le RCL possède alors 6 embarcations et s'assigne le but, en tenant compte de ses modestes moyens, de faciliter aussi bien aux étrangers qu'aux Suisses le canotage sur le lac Léman. Dès août 1886, les "Rowingiens" (membres du Rowing Club Lausanne) participent avec succès aux régates organisées par la société nautique de Genève, puis aux régates d'Évian.

### Chronologie
- 1896 - Premiers succès sportifs avec la victoire aux Championnats d'Europe en 4+ (quatre barré).

- 1897 - Nouveau succès en skiff aux Championnats d'Europe.

- 1920 - Arrivée au RCL du Dr. Hans Walter qui introduit une nouvelle technique du coup d'aviron.

- 1923 - Le 4+ du RCL est champion d'Europe à Come.

- 1924 - Le 4+ devient champion olympique à Paris.

- 1936 - Création de la section scolaire, ouverte aux jeunes de 13 à 18 ans. C'est aussi la première de Suisse à être créée.

- 1950 - Le RCL obtient 2 titres de Champion suisse, l'un en 4- et l'autre en 8+.

- 1953 - Titre de Champion suisse en 4-, réalisé pour la première fois par un équipage mixte  Rowing Club Lausanne - Lausanne-Sports Aviron.

- 1973 - Fondation de l'École d'Initiation à l'Aviron qui apporte aujourd'hui encore les rudiments de l'aviron aux jeunes aussi bien qu'aux seniors.

- 1976 - Déménagement du RCL au Centre Lausannois de l'Aviron à Vidy.

- 1982 - Titre de Champion suisse en 4+ avec un équipage mixte Rowing Club Lausanne - Lausanne-Sports Aviron.

- 1999 - Titre de Champion suisse en 4X poids légers avec un équipage mixte Rowing Club Lausanne - CA Vésenaz.

- 2001 - Titre de Champion suisse en 2- avec un équipage mixte Rowing Club Lausanne - RC Baden

- 2002 - Titre de Champion suisse en 4- avec un équipage mixte Rowing Club Lausanne - Lausanne-Sports Aviron - CA Vésenaz

- 2005 - Titre de Champion suisse junior en 4X femmes
- 2012 - Vainqueur de la régate Bilac en 8+